# Gare d'Umi-Shibaura
La gare d'Umi-Shibaura (海芝浦駅, Umi-Shibaura-eki) est une gare ferroviaire terminus située dans l'arrondissement de Tsurumi, à Yokohama au Japon. Elle est exploitée par la JR East.

## Situation ferroviaire
La gare d'Umi-Shibaura marque la fin de la branche d'Umi-Shibaura de la ligne Tsurumi.

## Histoire
La gare a été inaugurée le 25 janvier 1918.

## Service des voyageurs

### Accueil
La gare dispose d'un bâtiment voyageurs, avec guichets automatiques, ouvert tous les jours. La gare a la particularité de ne desservir qu'une usine de Toshiba Energy Systems & Solutions Corporation et seules les personnes autorisées peuvent quitter l'enceinte de la gare. Le parc Umishiba situé dans le prolongement de la gare est cependant accessible à tous les voyageurs. Il offre une vue sur la baie de Tokyo et le pont Tsurumi Tsubasa.

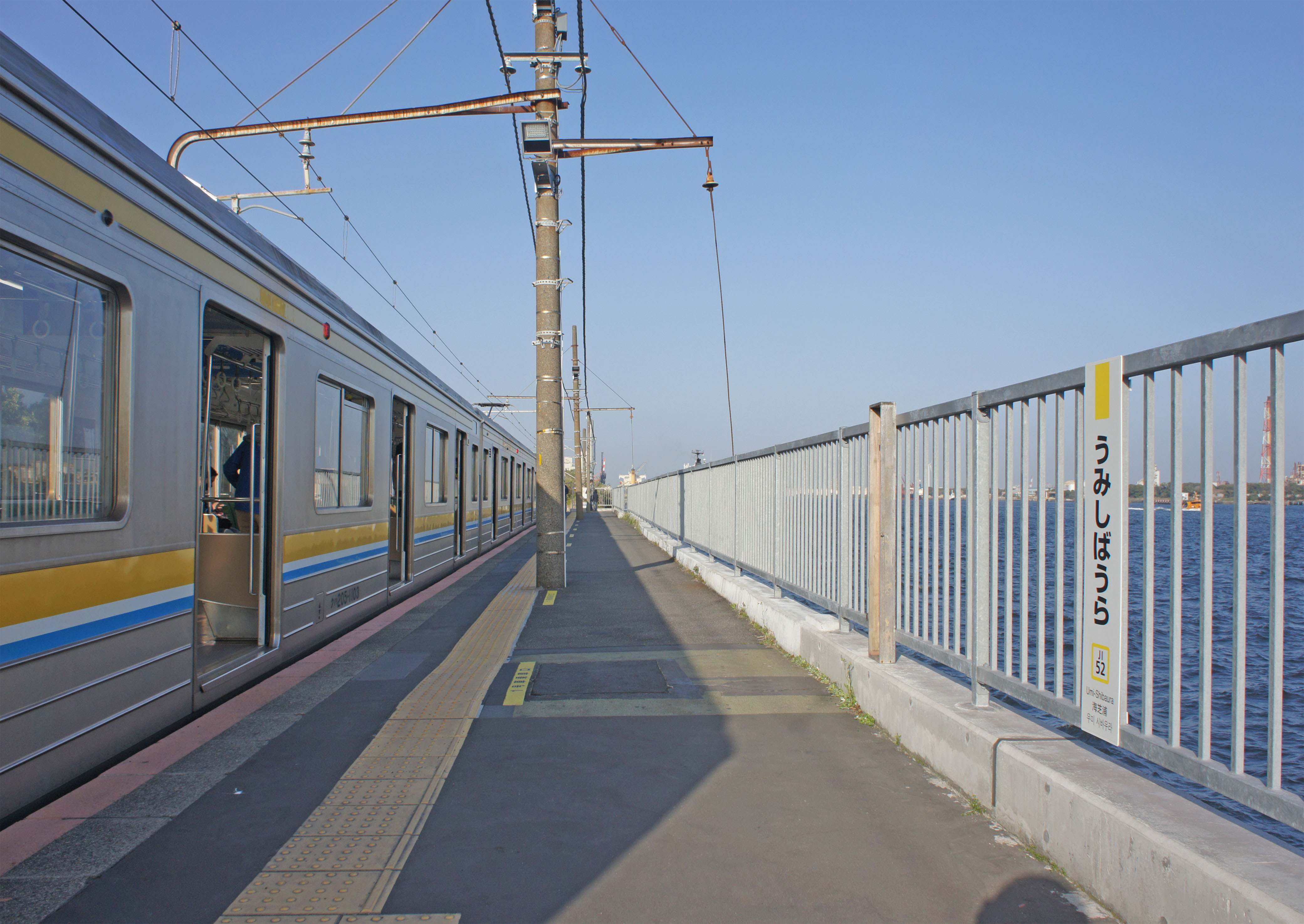
Quai de la gare d'Umi-Shibaura.
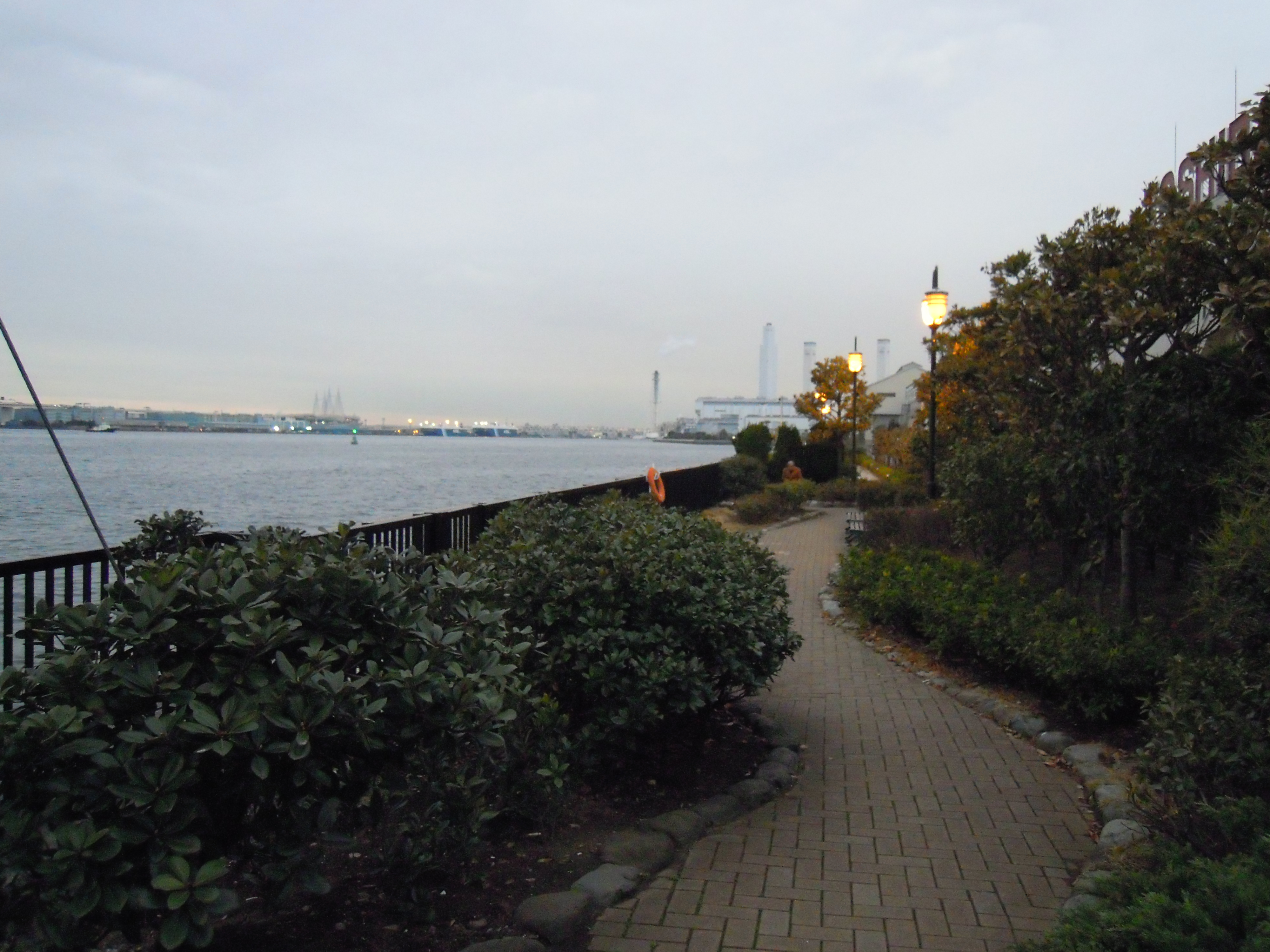
Le parc Umishiba

### Desserte
- Ligne Tsurumi :
  - voie 1 : direction Tsurumi